# Proboj pri Žitari vasi
Proboj pri Žitari vasi (nemško Proboj) je naselje v Občini Žitara vas v Okraju Velikovec na Koroškem v Avstriji.